# Pochi y Nyaa
Pochi y Nyaa (ポチッとにゃ〜 Pochittonya〜?) es un videojuego de rompecabezas desarrollado por Aiky (en nombre de Compile), Able Corporation y Visco, y lanzado por Taito en 2003 para arcade. El 28 de octubre de 2004, Bandai lanzó un port para PlayStation 2, con varias mejoras y nuevos personajes.

## Desarrollo
Este trabajo fue anunciado bajo una alianza comercial entre Compile y Taito, e inicialmente estaba programado para ejecutarse en las placas arcade NAOMI a mediados de septiembre de 2002. Sin embargo, después de eso, el lanzamiento fue pospuesto repetidamente debido a la bancarrota de Compile, siendo lanzado finalmente a fines de 2003 en el Multi Video System. Los personajes que se anunciaron en el momento del desarrollo de la versión NAOMI que no se lanzaron en la versión arcade, fueron agregados como personajes adicionales para la versión de PS2 lanzada por Bandai. 
Desde noviembre de 2005, los derechos de propiedad intelectual de Aiki, incluido este, se han transferido a D4 Enterprise. 

## Jugabilidad
El juego posee un par de tableros de 7x12, donde las piezas caen de a pares (de manera similar a Puyo Puyo). Se opera con una palanca de 8 direcciones y 3 botones (rotación izquierda, rotación derecha y "activador"). A diferencia de Puyo Puyo, el jugador puede acumular tantas piezas del mismo color adyacente como quiera y hacerlas desaparecer cuando estime conveniente, al cambiar alguna pieza cayendo en un "activador", de manera de borrar las piezas del mismo color acumuladas y formando reacciones en cadena. Cuando se alcanza la marca de calavera que se muestra en la pantalla (tope de la columna central), el juego termina. 

### Modos
El juego ofrece tres modos: 
- Jugador contra la CPU
- Un jugador en modo infinito
- Dos jugadores

## Historia
Mil años después de ese festival. En el cielo donde viven varios dioses, el dios perro "Pochi", que es un dios ídolo y el dios gato "Nyaa'', apuesta por los mejores ídolos y compite en el "festival Pochi y Nya~'' una vez cada mil años. El resultado determinará cuál de los dioses celestiales será adorado en los próximos 1000 años. 
Prim ha recibido una invitación de Dios, para obtener el "budín de calabaza" como recompensa, se supone que deben participar en el festival "Pochi y Nyaa". 
Se dice que el escenario de este trabajo, que es el sucesor de la serie Puyo Puyo, se establece 1000 años después de que los héroes de la serie Madō Monogatari estuvieran activos. Se establece en un área diferente al continente donde se estableció. 

## Personajes y apariencia

### Dios
Aparece como un bloque para operar durante el juego. 
Pochi y Nyaa (ポチッ&にゃ〜?)
Son los dioses adorados por otros dioses. Los dos son rivales.
Nyaa aparece como un bloque 1P y Pochi aparece como un bloque 2P.

### Personajes jugables
Primrose "Prim" Amor (プリムローズ・アモル?)
El personaje principal. Un huevo de mago que vive con sus padres y su hermana en la ciudad portuaria de Solsiel.
Es un personaje jugable en el modo historia.
Liv (リヴ?)
El espíritu del árbol mundial acaba de nacer. Una joven que es una raza vegetal.
Misty (ミスティ?)
Un usuario de Ancient Arts, una técnica de batalla que guía la magia a través del baile.
Jurad Tethtith (ジュラード・テスティス?)
Un extraño mago demoníaco.
Kumada Udon (くまだうどん?)
Un oso blanco que es adorado como una bestia sagrada y un dios de la montaña en su ciudad natal.
Graber (グラベル?)
El espíritu de un héroe que estuvo activo hace 300 años. Un terco terco. El joven del mismo nombre apareció en la versión i-mode de "Magical Story" (no se sabe si es la misma persona).
Paradisus (パラディスス?)
El hermano mayor de Jurad, un juez que juzga la muerte de por vida de una persona fallecida en el Tribunal de Justicia. Tiene un "libro del pasado" en el que se escribe todo el pasado y el futuro del oponente deseado en el juicio.
Aunque no aparece en el juego principal, aparece en el sitio web oficial y el manga en ese momento como un hombre misterioso con una máscara corriendo hacia la pizca de Jurard, " Red Moonlight " (Él mismo niega la identidad).
Señor Shellhead (ミスターシェルヘッド?)
El último jefe. Una persona misteriosa con una máscara.

### Personajes introducidos en la versión de PS2
Eudex (ユーデクス?)
El padre de los hermanos Paradisus y Jurad. Exgobernador de la quinta sala del inframundo y tiene control total. Entregó a su familia a su hijo mayor y vivía en un entorno retirado.
Punpkie (パンプキー?)
Un demonio como una linterna de calabaza de Halloween. Agresivo, impaciente y travieso. La cabeza no se levanta a Liv.
Song-Hua (善花?)
Una niña de tipo dragón con una hermana mayor.
Bomby~na (ボンビ〜ナ?)
Personaje oculto. Dragón de piel azul. Él es un prometido de Song-Hwa, pero esta lo suele evitar.
Kyle (カイル?)
Personaje oculto. El bisnieto de Gravel. Un héroe apuesto que usa un arma con  silenciador amarillo.